# Tweede afdeling 2024-25 (voetbal België)
Het seizoen 2024-25 van de Belgische Tweede afdeling ging van start in augustus 2024 en eindigde in mei 2025. De competitie telt twee Vlaamse reeksen van zestien ploegen (VV) en één Waalse reeks van achttien ploegen (ACFF).
Drie beloftenteams werd toegevoegd aan Tweede afdeling. Jong STVV en Jong KVC Westerlo in de VV-reeksen en KAS Eupen U23 in de ACFF-reeks.

## Gedegradeerde teams
Deze teams degradeerden voor aanvang van het seizoen uit Eerste nationale:
- Er waren geen gedegradeerde teams.

## Gepromoveerde teams
Deze teams promoveerden voor aanvang van het seizoen uit de Derde afdeling

### Rechtstreeks
- KVK Westhoek (kampioen VV A)
- Eendracht Termien (kampioen VV B)
- RCS Onhaye (kampioen ACFF A)
- R. Union Hutoise (kampioen ACFF B)

### Eindronde
- K. Berg en Dal VV (1e eindronde VV)
- FC Esperanza Pelt (2e eindronde VV)
- SK Roeselare (3e eindronde VV)
- KVK Wellen (4e eindronde VV)
- Crossing Schaerbeek (1e eindronde ACFF)
- RFC Raeren-Eynatten (2e eindronde ACFF)
- CS Entité Manageoise (3e eindronde ACFF)
- RSC Habay-la-Neuve (4e eindronde ACFF)
- R. Aywaille FC (5e eindronde ACFF)
- CS Pays Vert Ostiches-Ath (6e eindronde ACFF)
- RFC Seraing U23 (extra stijger)

## Promoverende teams
Deze teams promoveren naar Eerste nationale aan het einde van het seizoen:

### Rechtstreeks
- SK Roeselare (kampioen VV A)
- KVC Houtvenne (kampioen VV B)
- Crossing Schaerbeek (kampioen ACFF)

### Eindronde
- K. Diegem Sport (VV)
- KVV Zelzate (VV)
- RSC Habay-la-Neuve (ACFF)
- RFC Meux (ACFF)

## Degraderende teams
Deze teams degraderen naar Derde afdeling aan het einde van het seizoen:

### Rechtstreeks
- K. Olsa Brakel (15e VV A)
- KFC Voorde-Appelterre (16e VV A)
- FC Esperanza Pelt (15e VV B)
- FC Wezel Sport (16e VV B)
- RCS Verlaine 16e (ACFF)
- La Louvière Centre (17e ACFF)
- KAS Eupen U23 (18e ACFF)

### Eindronde
- KVC Lille United (14e VV B)

## Clubs

### Tweede afdeling VV A
| # kaart | Stam- nummer | Club                  | Plaats              |
| ------- | ------------ | --------------------- | ------------------- |
| 1       | 11           | KRC Gent              | Gent                |
| 2       | 81           | KSV Oudenaarde        | Oudenaarde          |
| 3       | 100          | KVK Westhoek          | Poperinge & Ieper   |
| 4       | 822          | KM Torhout            | Torhout             |
| 5       | 1574         | RC Harelbeke          | Harelbeke           |
| 6       | 2024         | Jong KVC Westerlo     | Westerlo            |
| 7       | 3821         | KFC Sparta Petegem    | Petegem-aan-de-Leie |
| 8       | 3964         | KFC Voorde-Appelterre | Appelterre & Voorde |
| 9       | 4165         | KVV Zelzate           | Zelzate             |
| 10      | 5381         | Jong Essevee          | Waregem             |
| 11      | 5553         | K. Olsa Brakel        | Brakel              |
| 12      | 5956         | KSV Oostkamp          | Oostkamp            |
| 13      | 7074         | KSC Dikkelvenne       | Dikkelvenne         |
| 14      | 8264         | SK Roeselare          | Roeselare           |
| 15      | 8601         | FC Lebbeke            | Lebbeke             |
| 16      | 9512         | FC Gullegem           | Gullegem            |

### Tweede afdeling VV B
| # kaart | Stam- nummer | Club                    | Plaats       |
| ------- | ------------ | ----------------------- | ------------ |
| 1       | 24           | KRC Mechelen            | Mechelen     |
| 2       | 25           | Jong KV Mechelen        | Mechelen     |
| 3       | 28           | K. Berchem Sport        | Berchem      |
| 4       | 54           | KSK Tongeren            | Tongeren     |
| 5       | 373          | Jong STVV               | Sint-Truiden |
| 6       | 595          | K. Bocholter VV         | Bocholt      |
| 7       | 844          | FC Wezel Sport          | Wezel        |
| 8       | 2138         | K. Rupel Boom FC        | Boom         |
| 9       | 2529         | FC Esperanza Pelt       | Pelt         |
| 10      | 2618         | KVC Lille United        | Lille        |
| 11      | 2825         | KVK Wellen              | Wellen       |
| 12      | 3057         | K. Berg en Dal VV       | Meerhout     |
| 13      | 3887         | K. Diegem Sport         | Diegem       |
| 14      | 4481         | KVC Houtvenne           | Houtvenne    |
| 15      | 7919         | Eendracht Termien       | Genk         |
| 16      | 8721         | RC Hades Kiewit Hasselt | Kiewit       |

### Tweede afdeling ACFF
| # kaart | Stam- nummer | Club                      | Plaats         |
| ------- | ------------ | ------------------------- | -------------- |
| 1       | 33           | Stade Verviétois          | Verviers       |
| 2       | 76           | R. Union Hutoise          | Hoei           |
| 3       | 167          | RFC Seraing U23           | Seraing        |
| 4       | 213          | La Louvière Centre        | La Louvière    |
| 5       | 431          | RFC Raeren-Eynatten       | Eynatten       |
| 6       | 474          | RSD Jette                 | Jette          |
| 7       | 526          | RFC Union La Calamine     | Kelmis         |
| 8       | 1979         | R. Aywaille FC            | Aywaille       |
| 9       | 2774         | R. Entente Acren Lessines | Twee-Akren     |
| 10      | 2871         | RCS Verlaine              | Verlaine       |
| 11      | 3093         | RSC Habay-la-Neuve        | Habay-la-Neuve |
| 12      | 4070         | Crossing Schaerbeek       | Schaarbeek     |
| 13      | 4276         | KAS Eupen U23             | Eupen          |
| 14      | 4454         | RFC Meux                  | Meux           |
| 15      | 6626         | RCS Onhaye                | Onhaye         |
| 16      | 7569         | FC Ganshoren              | Ganshoren      |
| 17      | 8470         | CS Entité Manageoise      | Manage         |
| 18      | 9245         | CS Pays Vert Ostiches-Ath | Aat & Ostiches |

## Klassementen

### Tweede afdeling VV A
| Pos | Team                  | Wed | W  | G  | V  | Ptn | DV | DT | +/− | Kwalificatie of degradatie                |
| --- | --------------------- | --- | -- | -- | -- | --- | -- | -- | --- | ----------------------------------------- |
| 1   | SK Roeselare          | 30  | 20 | 5  | 5  | 65  | 53 | 24 | +29 | Promotie naar Eerste nationale            |
| 2   | KSV Oostkamp          | 30  | 17 | 4  | 9  | 55  | 55 | 43 | +12 |                                           |
| 3   | KVV Zelzate           | 30  | 15 | 9  | 6  | 54  | 70 | 43 | +27 | Kwalificatie voor Eindronde promotie      |
| 4   | RC Harelbeke          | 30  | 15 | 9  | 6  | 54  | 59 | 44 | +15 | Kwalificatie voor Eindronde promotie      |
| 5   | KSV Oudenaarde        | 30  | 14 | 7  | 9  | 49  | 52 | 47 | +5  |                                           |
| 6   | KSC Dikkelvenne       | 30  | 13 | 10 | 7  | 49  | 56 | 38 | +18 | Heropstart in Vierde provinciale          |
| 7   | Jong Essevee          | 30  | 13 | 3  | 14 | 42  | 58 | 48 | +10 | Kwalificatie voor Eindronde promotie      |
| 8   | KVK Westhoek          | 30  | 11 | 8  | 11 | 41  | 40 | 45 | −5  |                                           |
| 9   | KFC Sparta Petegem    | 30  | 11 | 7  | 12 | 40  | 47 | 55 | −8  |                                           |
| 10  | KRC Gent              | 30  | 10 | 7  | 13 | 37  | 50 | 61 | −11 |                                           |
| 11  | FC Lebbeke            | 30  | 8  | 12 | 10 | 36  | 52 | 54 | −2  |                                           |
| 12  | Jong KVC Westerlo     | 30  | 9  | 6  | 15 | 33  | 40 | 47 | −7  | Stopzetting U23-ploeg                     |
| 13  | KM Torhout            | 30  | 8  | 8  | 14 | 32  | 44 | 59 | −15 |                                           |
| 14  | FC Gullegem           | 30  | 8  | 7  | 15 | 31  | 46 | 55 | −9  | Kwalificatie voor Eindronde degradatie VV |
| 15  | K. Olsa Brakel        | 30  | 7  | 7  | 16 | 28  | 40 | 65 | −25 | Degradatie naar Derde afdeling            |
| 16  | KFC Voorde-Appelterre | 30  | 5  | 3  | 22 | 18  | 33 | 67 | −34 | Degradatie naar Derde afdeling            |

1. 1 2 3  Enkel KVV Zelzate, RC Harelbeke en Jong Essevee behaalden een licentie voor Eerste nationale. Daardoor zouden er uit deze reeks maar drie deelnemers zijn aan de eindronde in plaats van vier.
2. ↑  KSC Dikkelvenne vroeg geen licentie meer aan voor nationaal voetbal en besloot opnieuw te starten in Vierde provinciale.[1]
3. ↑  KVC Westerlo besloot te stoppen met hun U23-ploeg [2]

### Tweede afdeling VV B
| Pos | Team                    | Wed | W  | G  | V  | Ptn | DV | DT | +/− | Kwalificatie of degradatie                |
| --- | ----------------------- | --- | -- | -- | -- | --- | -- | -- | --- | ----------------------------------------- |
| 1   | KVC Houtvenne           | 30  | 19 | 8  | 3  | 65  | 69 | 27 | +42 | Promotie naar Eerste nationale            |
| 2   | K. Rupel Boom FC        | 30  | 19 | 8  | 3  | 65  | 53 | 20 | +33 | Kwalificatie voor Eindronde promotie      |
| 3   | K. Diegem Sport         | 30  | 18 | 8  | 4  | 62  | 66 | 33 | +33 | Kwalificatie voor Eindronde promotie      |
| 4   | Eendracht Termien       | 30  | 14 | 6  | 10 | 48  | 59 | 49 | +10 |                                           |
| 5   | Jong KV Mechelen        | 30  | 13 | 7  | 10 | 46  | 56 | 44 | +12 | Kwalificatie voor Eindronde promotie      |
| 6   | KRC Mechelen            | 30  | 12 | 10 | 8  | 46  | 47 | 45 | +2  | Kwalificatie voor Eindronde promotie      |
| 7   | RC Hades Kiewit Hasselt | 30  | 13 | 5  | 12 | 44  | 40 | 42 | −2  |                                           |
| 8   | K. Berg en Dal VV       | 30  | 12 | 5  | 13 | 41  | 42 | 48 | −6  |                                           |
| 9   | Jong STVV               | 30  | 8  | 10 | 12 | 34  | 50 | 43 | +7  |                                           |
| 10  | K. Berchem Sport        | 30  | 8  | 10 | 12 | 34  | 37 | 49 | −12 |                                           |
| 11  | KSK Tongeren            | 30  | 8  | 8  | 14 | 32  | 27 | 41 | −14 |                                           |
| 12  | KVK Wellen              | 30  | 8  | 8  | 14 | 32  | 37 | 56 | −19 |                                           |
| 13  | K. Bocholter VV         | 30  | 8  | 7  | 15 | 31  | 50 | 59 | −9  |                                           |
| 14  | KVC Lille United        | 30  | 9  | 3  | 18 | 30  | 40 | 67 | −27 | Kwalificatie voor Eindronde degradatie VV |
| 15  | FC Esperanza Pelt       | 30  | 6  | 11 | 13 | 29  | 35 | 45 | −10 | Degradatie naar Derde afdeling            |
| 16  | FC Wezel Sport          | 30  | 4  | 8  | 18 | 20  | 38 | 78 | −40 | Degradatie naar Derde afdeling            |

1. ↑  Eendracht Termien vroeg geen licentie aan voor Eerste nationale. Hierdoor trad KRC Mechelen in hun plaats aan in de eindronde.

### Tweede afdeling ACFF
| Pos | Team                      | Wed | W  | G  | V  | Ptn | DV | DT | +/− | Kwalificatie of degradatie           |
| --- | ------------------------- | --- | -- | -- | -- | --- | -- | -- | --- | ------------------------------------ |
| 1   | Crossing Schaerbeek       | 34  | 22 | 10 | 2  | 76  | 61 | 27 | +34 | Promotie naar Eerste nationale       |
| 2   | RFC Meux                  | 34  | 21 | 9  | 4  | 72  | 68 | 31 | +37 | Kwalificatie voor Eindronde promotie |
| 3   | RCS Onhaye                | 34  | 19 | 7  | 8  | 64  | 51 | 33 | +18 | Kwalificatie voor Eindronde promotie |
| 4   | RSC Habay-la-Neuve        | 34  | 18 | 6  | 10 | 60  | 49 | 30 | +19 | Kwalificatie voor Eindronde promotie |
| 5   | R. Entente Acren Lessines | 34  | 16 | 9  | 9  | 57  | 53 | 39 | +14 |                                      |
| 6   | Stade Verviétois          | 34  | 15 | 8  | 11 | 53  | 43 | 32 | +11 | Kwalificatie voor Eindronde promotie |
| 7   | RFC Raeren-Eynatten       | 34  | 15 | 7  | 12 | 52  | 37 | 36 | +1  |                                      |
| 8   | RFC Union La Calamine     | 34  | 14 | 8  | 12 | 50  | 55 | 45 | +10 |                                      |
| 9   | RFC Seraing U23           | 34  | 12 | 8  | 14 | 44  | 45 | 51 | −6  | Stopzetting U23-ploeg                |
| 10  | RSD Jette                 | 34  | 11 | 11 | 12 | 44  | 40 | 49 | −9  |                                      |
| 11  | CS Entité Manageoise      | 34  | 12 | 7  | 15 | 43  | 47 | 62 | −15 |                                      |
| 12  | R. Aywaille FC            | 34  | 12 | 6  | 16 | 42  | 48 | 55 | −7  |                                      |
| 13  | FC Ganshoren              | 34  | 10 | 11 | 13 | 41  | 45 | 49 | −4  |                                      |
| 14  | R. Union Hutoise          | 34  | 9  | 10 | 15 | 37  | 47 | 54 | −7  |                                      |
| 15  | CS Pays Vert Ostiches-Ath | 34  | 9  | 8  | 17 | 35  | 40 | 57 | −17 |                                      |
| 16  | RCS Verlaine              | 34  | 8  | 4  | 22 | 28  | 41 | 63 | −22 | Degradatie naar Derde afdeling       |
| 17  | La Louvière Centre        | 34  | 6  | 7  | 21 | 25  | 39 | 67 | −28 | Degradatie naar Derde afdeling       |
| 18  | KAS Eupen U23             | 34  | 6  | 6  | 22 | 24  | 38 | 67 | −29 | Degradatie naar Derde afdeling       |

1. ↑  R. Entente Acren Lessines vroeg geen licentie aan voor Eerste nationale. Hierdoor trad Stade Verviétois in hun plaats aan in de eindronde.
2. ↑  RFC Seraing besloot in juni 2025 volgend seizoen geen U23-ploeg meer op te stellen.[3]

## Periodekampioenen

### Tweede afdeling VV A
- Eerste periode: SK Roeselare, 24 punten
- Tweede periode: SK Roeselare, 22 punten
- Derde periode: KSV Oostkamp, 26 punten

### Tweede afdeling VV B
- Eerste periode: K. Rupel Boom FC, 23 punten
- Tweede periode: Eendracht Termien, 23 punten
- Derde periode: KVC Houtvenne, 26 punten

### Tweede afdeling ACFF
- Eerste periode: RFC Meux, 24 punten
- Tweede periode: Crossing Schaerbeek, 26 punten
- Derde periode: Crossing Schaerbeek, 28 punten

## Eindronde promotie

### Promotie VV
De eindronde wordt gespeeld door de teams die tweede eindigen in het eindklassement en de drie periodekampioenen. Indien één of meerdere periodes gewonnen worden door de uiteindelijke kampioen of door dezelfde club, krijgt de best geklasseerde ploeg zonder eindrondeticket een plek in de eindronde.

Deze eindronde wordt dus in theorie gespeeld met 8 deelnemers en rechtstreekse uitschakeling. De winnaar uit deze eindronde stijgt naar “Eerste nationale Voetbal Vlaanderen”.
Eerste ronde
In de eerste ronde treden zeven teams aan in plaats van acht. In de A-reeks behaalden maar drie teams een licentie voor Eerste nationale. In de eerste ronde zou er dus één team bye zijn. K. Diegem Sport werd uitgeloot als team dat de eerste ronde bye is. De wedstrijden werden gespeeld op het veld van de club die bij de lottrekking als eerste geloot werd.
| Datum      | Uur   | Wedstrijden                     | Uitslag |  |
| ---------- | ----- | ------------------------------- | ------- |  |
| 03/05/2025 | 19:30 | Jong Essevee - K. Rupel Boom FC | 2-0     |  |
| 04/05/2025 | 15:00 | KRC Mechelen - RC Harelbeke     | 1-2     |  |
| 04/05/2025 | 15:00 | Jong KV Mechelen - KVV Zelzate  | 0-5     |  |

Tweede ronde
De winnaars van de eerste ronde werden opnieuw uitgeloot tegen elkaar. 
| Datum      | Uur   | Wedstrijden                    | Uitslag |  |
| ---------- | ----- | ------------------------------ | ------- |  |
| 11/05/2025 | 15:00 | KVV Zelzate - RC Harelbeke     | 2-0     |  |
| 11/05/2025 | 15:00 | Jong Essevee - K. Diegem Sport | 2-3     |  |

Derde ronde
De winnaar van deze wedstrijd promoveerde naar Eerste nationale.
Doordat Jong Genk uiteindelijk niet degradeerde naar Eerste nationale, promoveerde KVV Zelzate ook.
| Datum      | Uur   | Wedstrijden                   | Uitslag |  |
| ---------- | ----- | ----------------------------- | ------- |  |
| 17/05/2025 | 19:30 | KVV Zelzate - K. Diegem Sport | 1-2     |  |

### Promotie ACFF
De eindronde wordt gespeeld door het team dat tweede eindigen in het eindklassement en de drie periodekampioenen. Indien één of meerdere periodes gewonnen worden door de uiteindelijke kampioen of door dezelfde club, krijgt de best geklasseerde ploeg zonder eindrondeticket een plek in de eindronde.
Deze eindronde wordt dus gespeeld met 4 deelnemers en rechtstreekse uitschakeling. De winnaar uit deze eindronde stijgt naar “Eerste nationale Voetbal ACFF”. Maar door het wegvallen van RUS Binche uit Eerste Nationale, krijgt ook de tweede in de eindronde een ticket voor Eerste Nationale.
Eerste ronde
In de eerste ronde treden vier teams aan. In een rechtstreeks duel (met eventuele verlengingen en strafschoppen) wordt bepaald wie doorgaat naar de volgende ronde.
| Datum      | Uur   | Wedstrijden                           | Uitslag        |  |
| ---------- | ----- | ------------------------------------- | -------------- |  |
| 11/05/2025 | 15:00 | RFC Meux - RCS Onhaye                 | 1-1 (3-1 n.p.) |  |
| 11/05/2025 | 15:00 | Stade Verviétois - RSC Habay-la-Neuve | 0-1            |  |

Tweede ronde
Door het wegvallen van RUS Binche promoveren beide teams naar Eerste nationale en werd deze wedstrijd eigenlijk overbodig.
| Datum      | Uur   | Wedstrijden                   | Uitslag |  |
| ---------- | ----- | ----------------------------- | ------- |  |
| 18/05/2025 | 15:00 | RFC Meux - RSC Habay-la-Neuve | 1-3     |  |

## Eindronde degradatie
De twee teams uit de VV-reeksen die 14e eindigden, speelden nog een testwedstrijd voor het geval er een extra plaats zou vrijkomen in Tweede afdeling.
FC Gullegem bleef in Tweede afdeling. KVC Lille United degradeerde naar Derde afdeling.
| Datum      | Uur   | Wedstrijden                    | Uitslag |  |
| ---------- | ----- | ------------------------------ | ------- |  |
| 04/05/2025 | 15:00 | KVC Lille United - FC Gullegem | 1-3     |  |

Nationaal voetbal · Regionaal voetbal · Provinciaal voetbal · KBVB · Nationaal voetbalelftal · Nationaal dameselftal
Belgisch nationaal voetbal
Eerste klasse A · Eerste klasse B · Eerste nationale · Beker van België · Belgische Supercup
Super League · Eerste klasse (vrouwen) · Tweede klasse (vrouwen) · Beker van België (vrouwen) · Belgische Supercup (vrouwen)
Belgisch regionaal voetbal
Tweede afdeling · Derde afdeling
2016/17 · 2017/18 · 2018/19 · 2019/20 · 2020/21 · 2021/22 · 2022/23 · 2023/24 · 2024/25 · 2025/26